# Anna Batory
Anna Batory z Somlyó (zm. ok. 1570) – wojewodzianka siedmiogrodzka, córka Stefana Batorego i Katarzyny Telegdi oraz siostra króla polskiego Stefana Batorego.

## Życiorys
16 września 1539 poślubiła Kaspera Dragfi z Béltek. Anna Batory urodziła Kasparowi dwóch synów:
- Jerzego (ur. 24 lutego 1543, zm. przed 10 października 1555),
- Jana (ur. 6 maja 1544, zm. przed 11 stycznia 1557).

Pierwszy mąż Anny zmarł 25 stycznia 1545. Po śmierci Kaspara, Anna wyszła za mąż za Antoniego Drugetha Hommonaia. Drugie małżeństwo Anny trwało do śmierci Antoniego w 1548 i pochodziło z niego dwoje dzieci:
- Mikołaj, wzmiankowany w 1575,
- Barbara – żona Mártona Kecsethy i Ferenca Kendy.

Trzecim mężem Batorówny został jej krewny Jerzy Batory z Ecsed. Z trzeciego małżeństwa wojewodzianki pochodziło czworo dzieci:
- Stefan – sędzia nadworny,
- Elżbieta – żona Ferenca Nádasdy'ego, zwana "Krwawą Hrabiną z Čachtic",
- Zofia – żona Andrása Figedy'ego,
- Klara – żona Mihály'ego Várdaia.

Anna Batory oraz jej trzeci mąż Jerzy należeli do wyznania ewangelicko-reformowanego i uważali się za zagorzałych zwolenników reformacji.